# PlayStation Magazine
PSM (originalmente uma abreviação para PlayStation Magazine) é uma revista especializada em Video games de todos os consoles da Sony e plataformas portáteis. PSM é publicada pela Future Publishing, que também publica a Revista Oficial Britânica de PlayStation.
A revista foi lançada em Setembro de 1997, que trazia Final Fantasy VII na capa. Desde então, ela foi publicada como a revista mais vendida se tratando de PlayStation.
PSM celebrou os seus dez anos de publicação em Setembro de 2007. Naquele mês, a revista passou por diversas mudanças, desde Junho de 2006. Neste tempo, a revista lançou DVDs, sites, fóruns, e recentemente podcast. A PSM vem trazendo novidades do Playstation 3 desde o seu lançamento.

## PlayStation: The Official Magazine
A partir do Natal de 2007 a revista não se chamará mais PSM. Portanto, a última revista chamada de PSM será lançada em Dezembro de 2007. O novo nome será PlayStation: The Official Magazine. Ela irá conter o mesmo conteúdo, mas com um visual completamente diferente.

## Mascotes
Nestes dez anos de revista, a PSM teve animais como mascotes, chamados de Banzai. O primeiro foi inspirado em outros aparelhos e acessórios. Mais tarde, ele foi esquecido. A razão é porque passava uma impressão muito infantil da revista, impressão essa que, segundo a própria revista, estava errada. Depois, foi usado um rosto sorridente com um tapa-olho, mas este também foi abandonado.

## Revista Britânica
Uma revista britânica baseada na PSM chamada de PSM3 é outra publicação da Future Publishing.